# Керстін Франк
Керсті́н Франк (нім. Kerstin Frank) (нар. 23 жовтня 1988, Відень, Австрія) — австрійська фігуристка, що виступає у жіночому одиночному фігурному катанні. Призерка Національних першостей Австрії з фігурного катання (бронза у 2007 і 2008 та срібло 2009 років), учасниця Чемпіонату світу з фігурного катання серед юніорів 2007 року (23-я),  Чемпіонату Європи з фігурного катання 2009 року (20-а) і Чемпіонату світу з фігурного катання 2009 року (23-я).

## Спортивні досягнення
| Змагання / Сезони                                    | 2004/2005 | 2005/2006 | 2006/2007 | 2007/2008 | 2008/2009 |
| ---------------------------------------------------- | --------- | --------- | --------- | --------- | --------- |
| Чемпіонати світу з фігурного катання                 |           |           |           |           | 23        |
| Чемпіонати Європи з фігурного катання                |           |           |           |           | 20        |
| Чемпіонати світу з фігурного катання сеерд юніорів   |           |           | 23        |           |           |
| Чемпіонати Австрії з фігурного катання               |           |           | 3         | 3         | 2         |
| Чемпіонати Австрії з фігурного катання серею юніорів |           |           | 1         |           |           |
| Турніри «Crystal Skate»                              |           |           |           |           | 10        |
| Турніри «Coupe de Nice»                              |           |           |           |           | 13        |
| Меморіали Карла Шефера                               |           |           | 9         |           |           |
| Турніри «NRW Trophy»                                 |           |           |           | 4         |           |
| Меморіали Ондрея Непела                              |           |           | 6         |           |           |
| Турніри «Triglav Trophy»                             |           |           |           | 6         |           |
| Етапи юніорського Гран-Прі, Велика Британія          |           |           |           | 20        |           |
| Етапи юніорського Гран-Прі, Естонія                  |           |           |           | 20        |           |
| Етапи юніорського Гран-Прі, Франція                  |           |           | 7         |           |           |
| Турніри «Gardena Spring Trophy»                      |           | 10 J.     |           |           |           |
| Турніри «Grand Prix SNP»                             | 4 J.      | 3 J.      |           |           |           |
| Турніри «Heiko Fischer Pokal»                        |           |           |           | 3         |           |

- J. = юніорський рівень, WD = знялася зі змагань